# Monte (Funchal)
Pour les articles homonymes, voir Monte.
Monte est une freguesia portugaise située dans la ville de Funchal, dans la région autonome de Madère.
Avec une superficie de 18,65 km2 et une population de 7 444 habitants (2001), la paroisse possède une densité de 399,1 hab/km2.
La freguesia est connue pour son jardin tropical composé de la végétation endémique de Madère ainsi que les luges. 

## Histoire
La paroisse de Nossa Senhora do Monte a été créé en 1565;
Au XIXe siècle, le site est devenu un lieu de villégiature romantique pour les familles aisées de Funchal. En 1886, a été construit, un chemin de fer à crémaillère, reliant Monte à Funchal. Il a fonctionné jusqu'en  1948. 

## Accès
Le téléphérique de Funchal-Monte permet d'accéder à Monte depuis Funchal en 15 minutes.

## Monuments
- L'église Nossa Senhora do Monte
- La Chapelle Quinta do Monte du XIXe siècle, dans le jardin panoramique de l'Hôtel Quinta do Monte
- Le jardin tropical de Monte Palace
- La Chapelle das Babosas

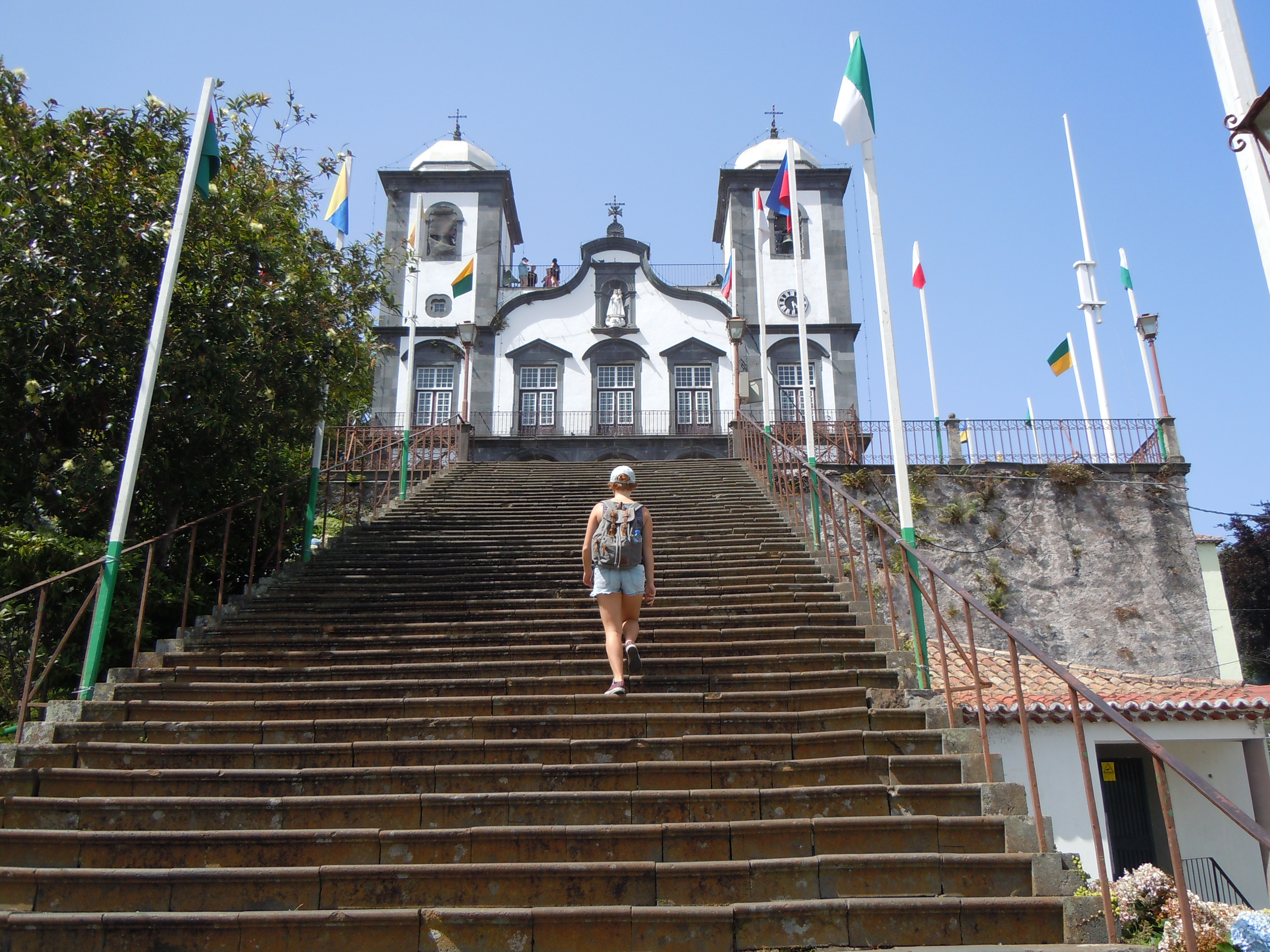
L'église Nossa Senhora do Monte
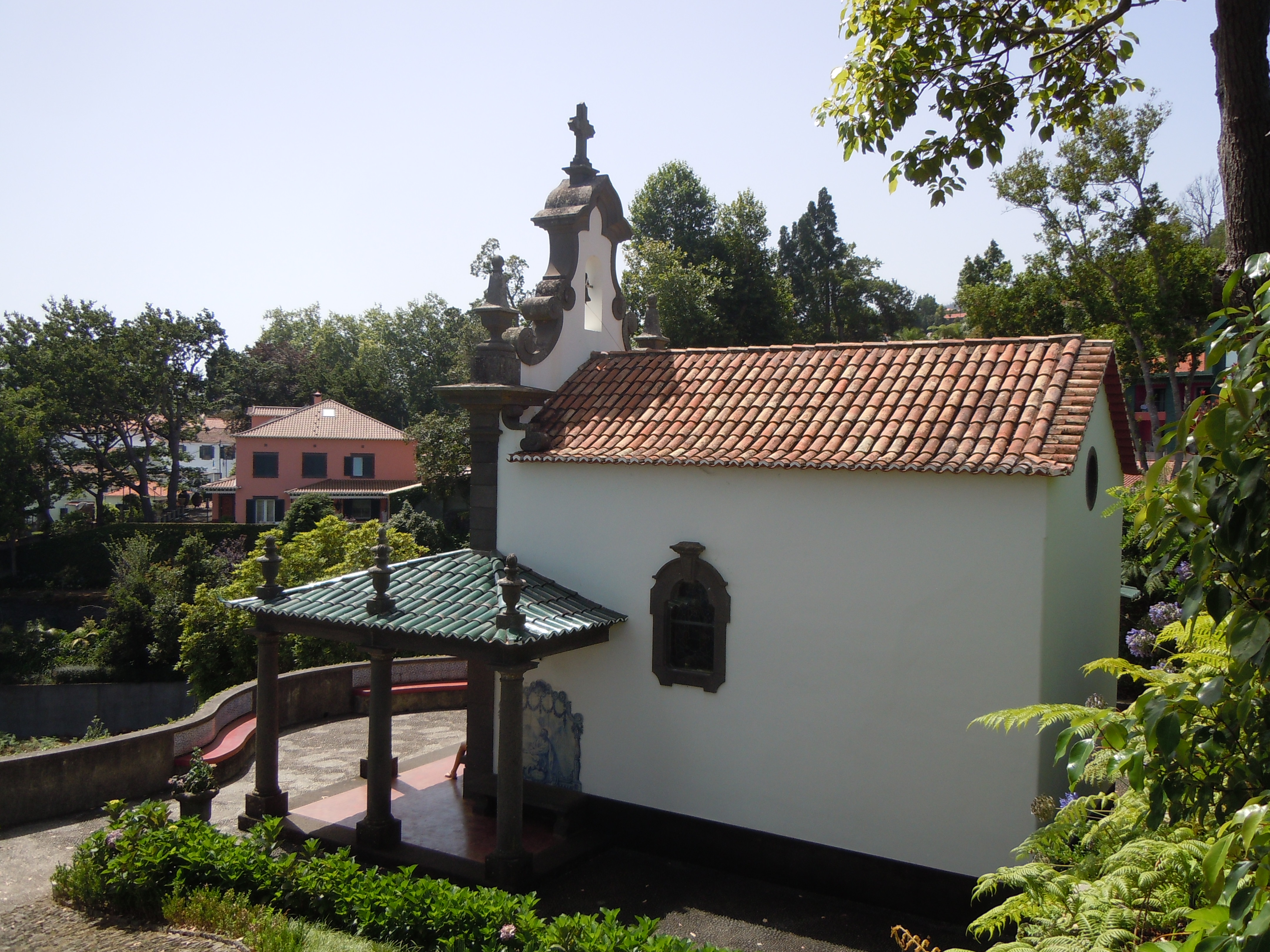
La Chapelle de Quinta do Monte
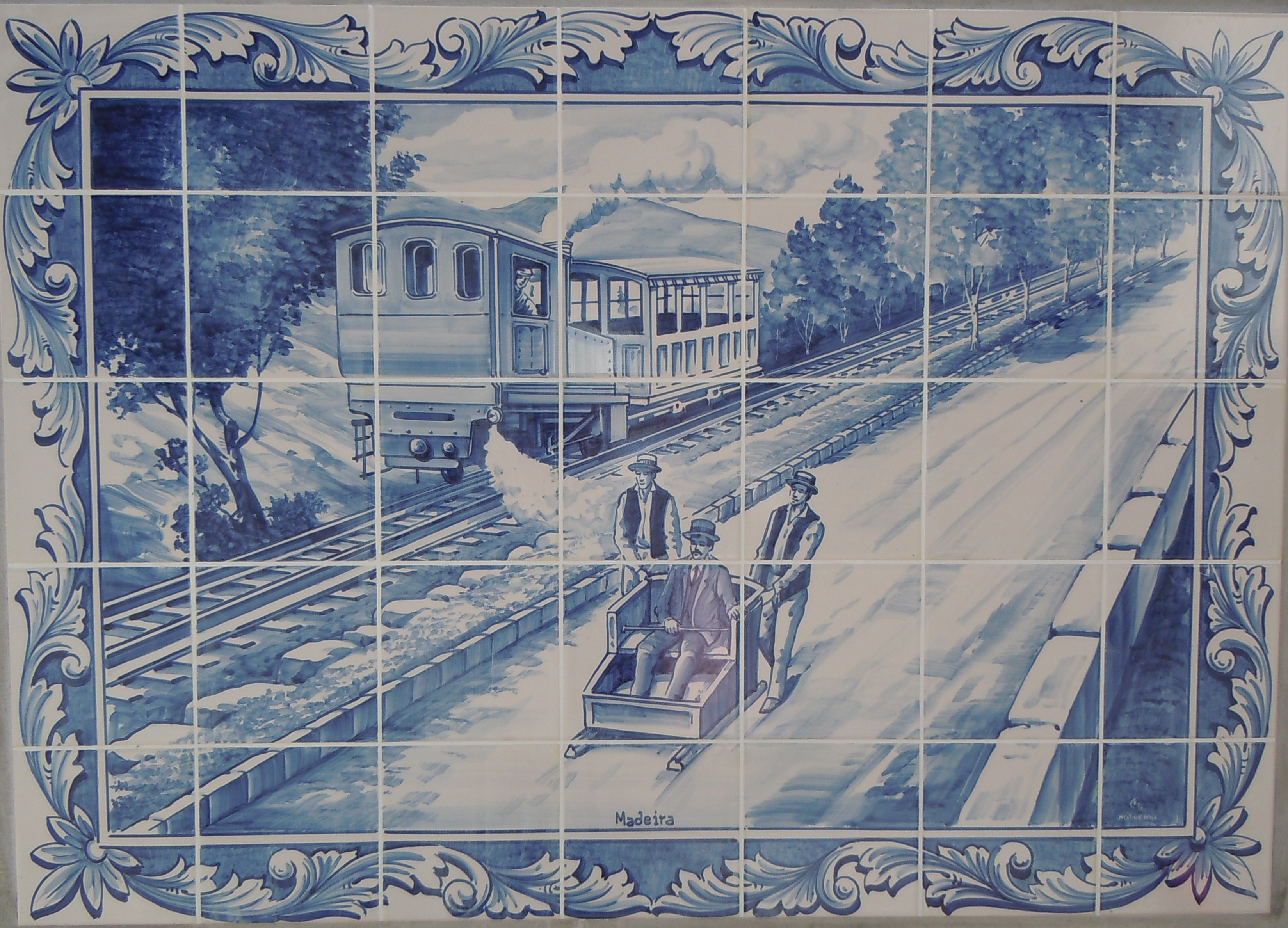
Azulejo représentant le train de Monte et les luges reliant Monte à Funchal
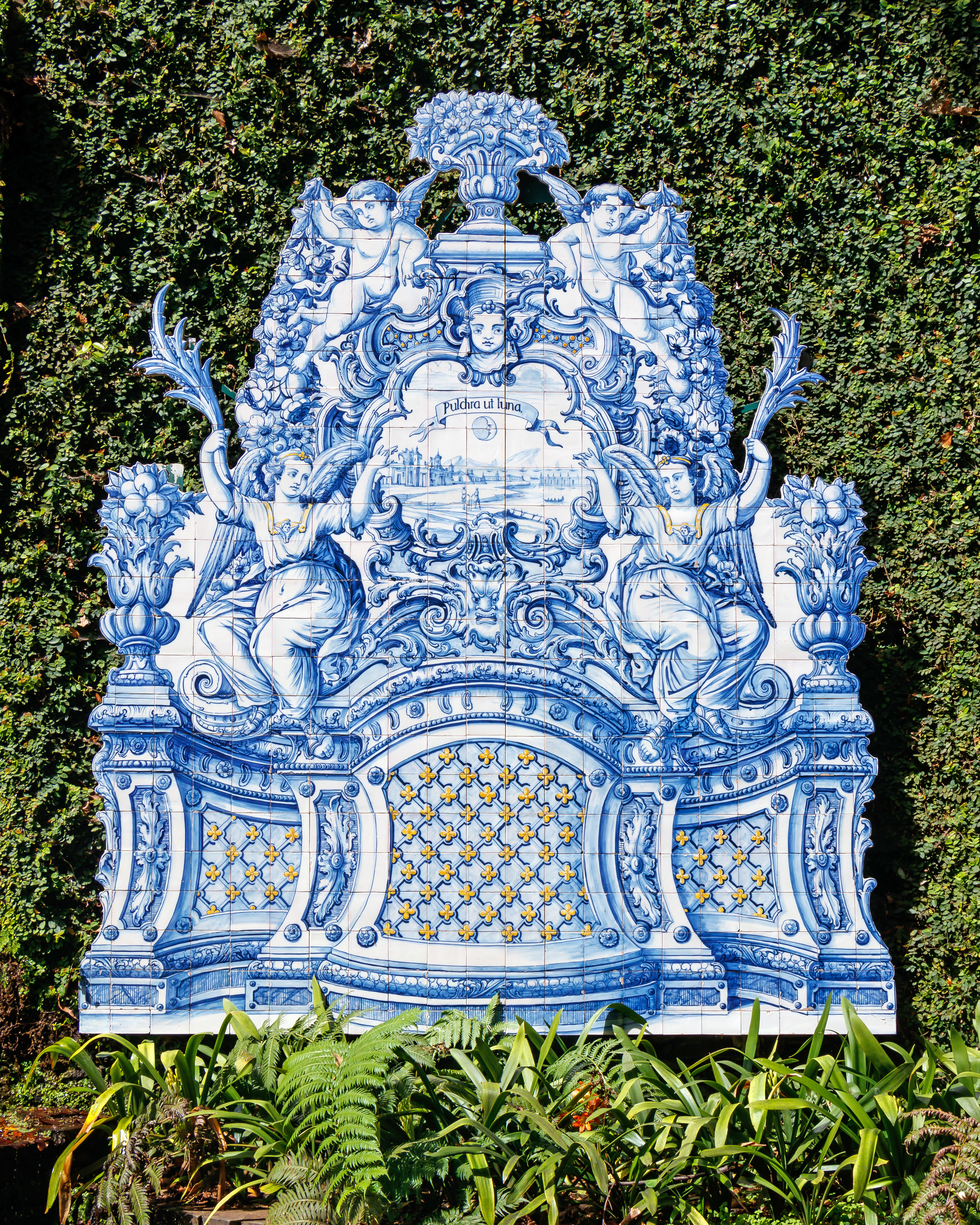
Azulejo présentant le jardin tropical de Monte Palace.